# Józef Galant (lekarz)
Józef Galant (ur. 23 marca 1862 w Strachocinie, zm. 19 maja 1905 w Zagórzu) – polski lekarz, działacz społeczny, poeta.

## Życiorys

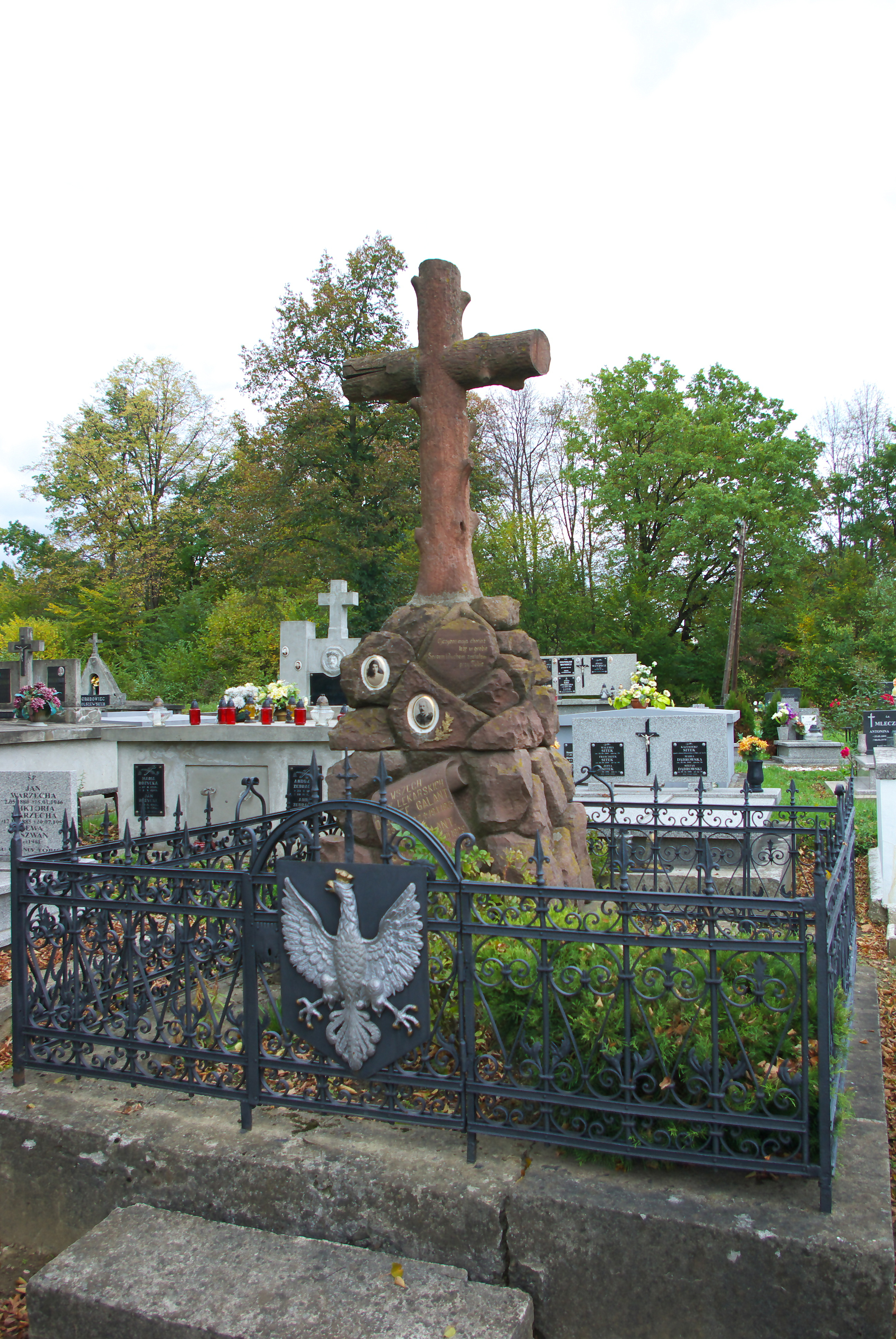
Nagrobek Józefa i Marii Galant na Starym Cmentarzu w Zagórzu

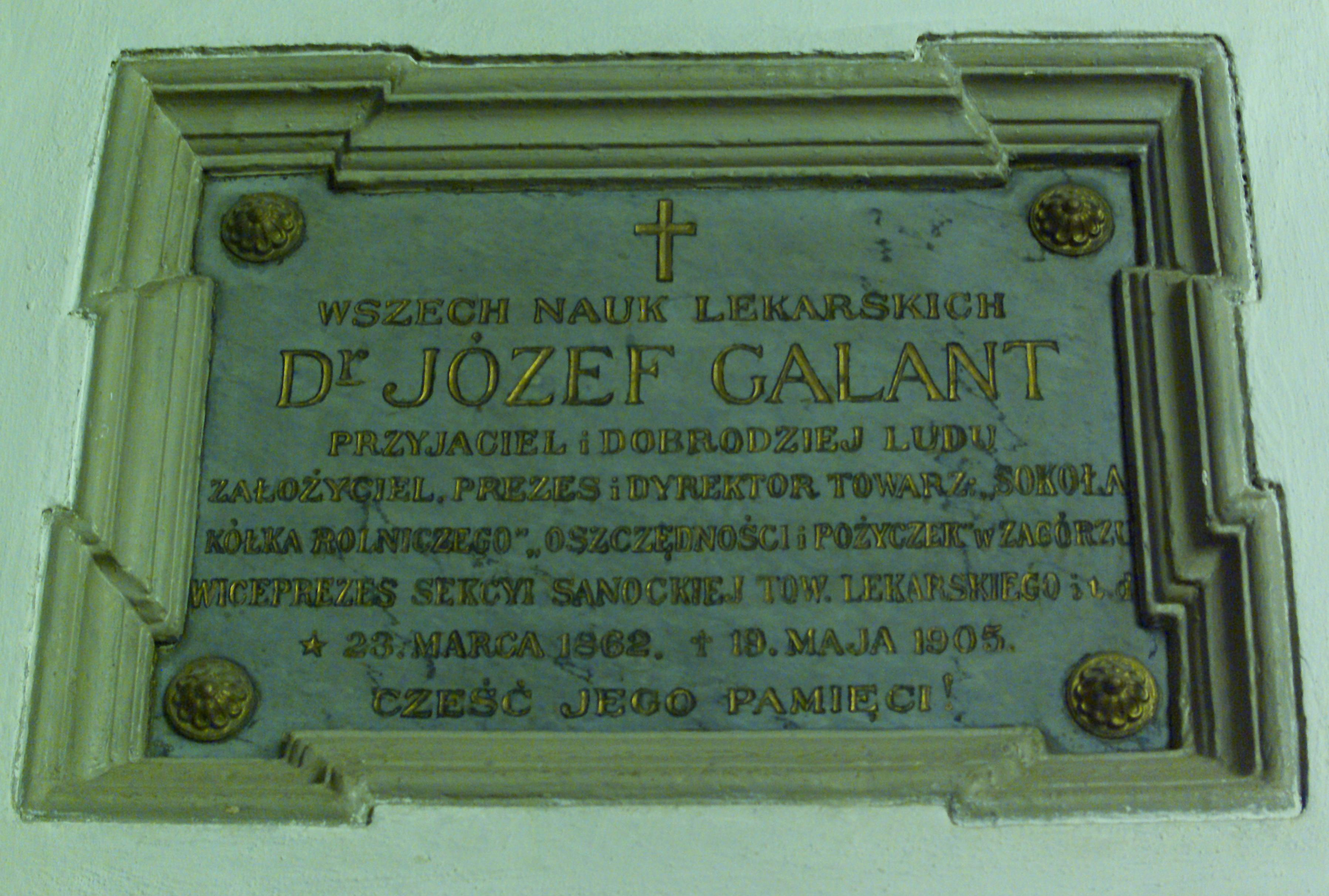
Tablica upamiętniająca dra Józefa Galanta w zagórskim kościele

Ukończył szkołę powszechną w Strachocinie. 30 czerwca 1880 zdał z odznaczeniem egzamin dojrzałości w C. K. Gimnazjum w Przemyślu. W latach 1880/1881 – 1884/1885 był studentem zwyczajnym oraz 1886/1887 studentem nadzwyczajnym Wydziału Lekarskiego Uniwersytetu Jagiellońskiego w Krakowie. W tym okresie otrzymywał stypendium Antoniego Spadwińskiego. O stypendium mogli ubiegać się wówczas tylko uczniowie legitymujący się „rzeczywistem ubóstwem, dobrymi obyczajami i postępem w nauce, synowie mieszkańców Królestwa Galicyj i Lodomerii z Wielkim Księstwem Krakowskim, wyznania katolickiego, szlachetnego lub nieszlacheckiego rodu”.
Od 1887 był lekarzem w służbie zdrowia w utworzonym w tym roku C. K. Sądzie Obwodowym w Sanoku. Od tego czasu prowadził także praktykę w Sanoku (w tym czasie m.in. wykazał się podczas epidemii tyfusu w 1888), skąd w sierpniu 1888 przeniósł się do Zagórza gdzie objął posadę lekarza kolejowego. W Zagórzu jako lekarz pracował do śmierci w 1905. W listopadzie 1896 złożył egzamin fizykacki. Odznaczył się pracowitością oraz aktywnością obywatelską. Propagował zdrowy tryb życia. Zaangażował się w tworzenie życia społecznego, szczególnie na rzecz dzieci i młodzieży organizując tzw. korpusy wakacyjne dla młodzieży sanockiej. Był założycielem: Kółka Rolniczego w Zagórzu, Kasy Oszczędności i Pożyczek w Zagórzu, Prezesem Sekcji Sanockiej Towarzystwa Lekarskiego. Był członkiem sanockiego gniazda Polskiego Towarzystwa Gimnastycznego „Sokół” oraz twórcą i prezesem gniazda Towarzystwa Gimnastycznego „Sokół” w Zagórzu. Zagórska sekcja była jedną z pierwszych w całej Galicji. Z jego inicjatywy wybudowano budynek „Sokoła” w Zagórzu (obecnie Miejsko-Gminny Dom Kultury). Był członkiem zwyczajnym Macierzy Szkolnej dla Księstwa Cieszyńskiego, członkiem sanockiego koła Towarzystwa Szkoły Ludowej, członkiem sanockiego biura powiatowego Stowarzyszenia Czerwonego Krzyża mężczyzn i dam w Galicji. W 1890 przystąpił jako członek do Towarzystwa im. Stanisława Staszica. 29 stycznia 1895 został wybrany wiceprezesem Towarzystwa Czytelni w Zagórzu. Na początku marca 1905 został wybrany zastępcą przewodniczącego sekcji Towarzystwa Lekarzy Galicyjskich w Sanoku. W 1905 był sygnatariuszem odezwy lekarzy polskich o charakterze antyalkoholowym. Był członkiem i wiceprezesem zarządu powiatowego w Sanoku Towarzystwa „Kółek Rolniczych” z siedzibą we Lwowie.
Józef Galant zmarł 19 maja 1905 w Zagórzu podczas epidemii tyfusu plamistego niosąc pomoc chorym i cierpiącym. Jego pogrzeb przekształcił się w demonstrację patriotyczną. Józef Galant został pochowany 20 maja 1905 na Starym Cmentarzu w Zagórzu. Inskrypcja umieszczona na grobie brzmi: Ojczyzno moja chociaż jestem w grobie / Sercem i duchem zostałem przy Tobie. Był żonaty z Marią (1878-1929, pochowana w jego grobie).

## Upamiętnienie
Tuż po śmierci doktora, 20 czerwca 1905 podjęto decyzję o ustanowieniu tablicy pamiątkowej, która została następnie umieszczona w kościele parafialnym w Zagórzu. Inskrypcja na niej brzmi:

Wszech Nauk Lekarskich Dr Józef Galant Przyjaciel i dobrodziej ludu Założyciel, Prezes i Dyrektor Towarz. „Sokoła” Kółka Rolniczego, „Oszczędności i Pożyczek w Zagórzu” Prezes Sekcji Sanockiej Tow. Lekarskiego *23 marca 1862. + 19 maja 1905. Cześć Jego Pamięci

## Publikacje
- Jak długo człowiek żyć powinien?, Wydawnictwo „Przewodnik Zdrowia”, 1910, s. 32[28]